# Paranthropus
Paranthropus ist eine fossile Gattung der Hominini in der Familie der Menschenaffen (Hominidae). Die Paranthropus-Arten werden zur Gruppe der Australopithecina gerechnet und stellen vermutlich eine evolutionäre Seitenlinie zur Gattung Homo dar. Gemeinsame Merkmale dieser Arten sind insbesondere ihre großen, fachsprachlich als „megadont“ bezeichneten Backenzähne.

## Namensgebung
Die Bezeichnung der Gattung Paranthropus ist abgeleitet von altgriechisch ἄνθρωπος anthropos, deutsch ‚Mensch‘ und para (‚neben‘, ‚abweichend von‘). Das Epitheton der Typusart, Paranthropus robustus, spielt auf den ‚robusten‘ Körperbau an. Paranthropus robustus bedeutet demnach „robuster Nebenmensch“, im Sinne von „im Stammbaum neben der Gattung des Menschen angeordnet“.

## Erstbeschreibung

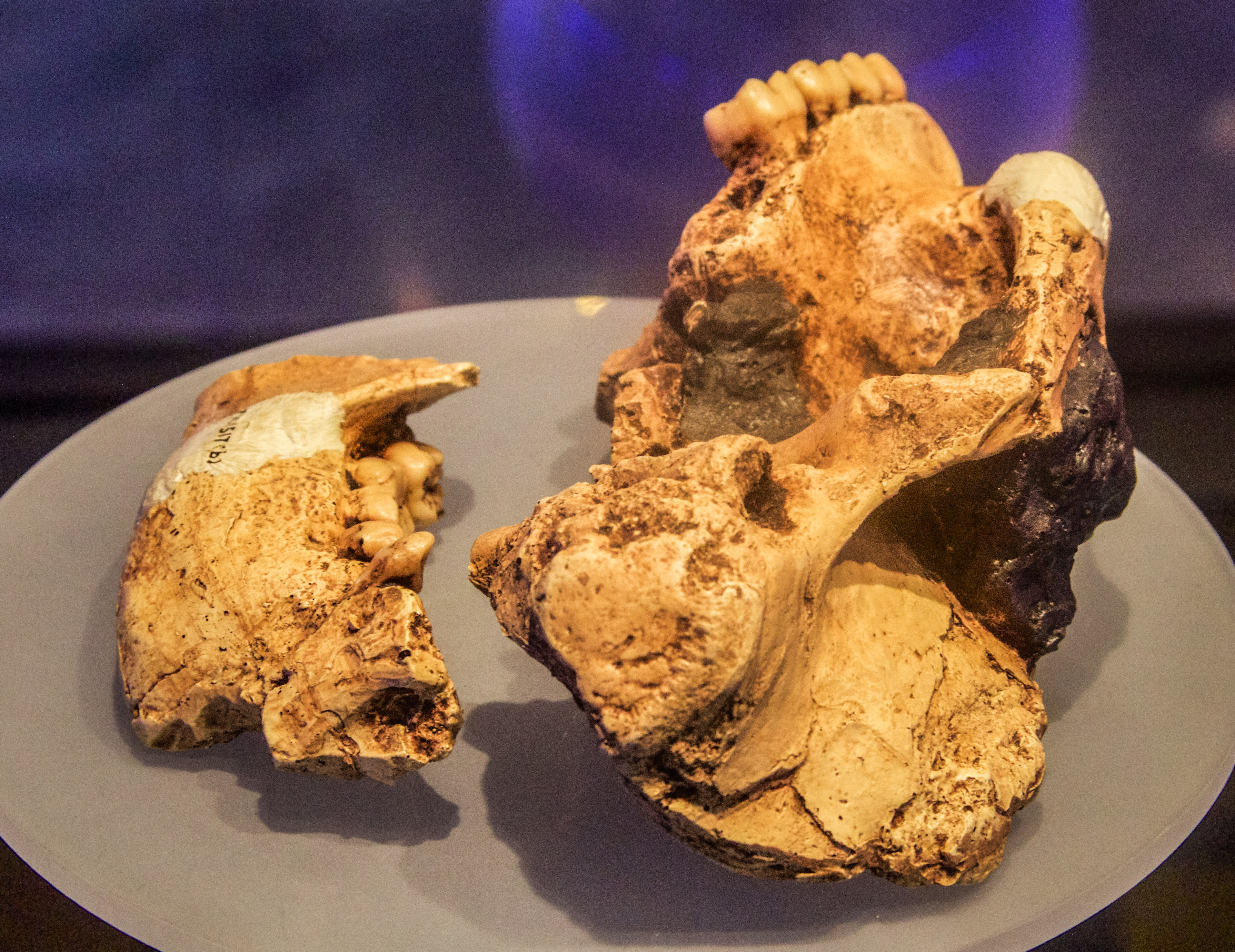
Holotypus TM 1517 von Paranthropus robustus

Holotypus der Gattung und zugleich der Typusart Paranthropus robustus ist ein erstmals im August 1938 von Robert Broom beschriebener, teilweise erhaltener Schädel (Sammlungsnummer TM 1517), dessen Überreste im Juni 1938 zuvor in der Nähe von Sterkfontein entdeckt worden waren.
Entdecker des Schädels war ein im Gebiet lebender Schüler, der auf einem Hügel, abseits der Höhlen von Sterkfontein, große Teile einer Schädeldecke und eines Unterkiefers aus dem Boden hatte herausragen sehen. Der Junge schlug einige erreichbare Teile ab und übergab ein Fragment aus dem Bereich des Gaumens mit einem noch ansitzenden großen Backenzahn an den Fossilienhändler George Barlow, der den Fund an Robert Broom weitergab. Broom fiel auf, dass in jüngerer Zeit mehrere Zähne des Fossils abgebrochen worden waren, und er vermutete, dass noch weitere Bruchstücke am Fundort des Fossils vorhanden sein könnten. Daraufhin machte er sich umgehend auf die Suche nach dem Jungen, der tatsächlich noch vier Zähne des Fossils in seiner Jackentasche mit sich führte.
Am Fundort entdeckte Broom zudem die vermuteten weiteren Fragmente; nach deren Säuberung ließen sie sich zu einem nahezu vollständigen Gaumenknochen mit fast allen Zähnen des Oberkiefers und der linken Hälfte des Schädels zusammenfügen, ferner wurde die rechte Hälfte des Unterkiefers entdeckt. Anhand dieser Funde ließ sich laut Erstbeschreibung die ursprüngliche Größe des Schädels abschätzen, die Broom zufolge größer war als bei der Mehrzahl heute lebender männlicher Schimpansen und fast so groß wie bei den meisten heute lebenden weiblichen Gorillas. Insgesamt sei der Bau des Schädels aber stark abweichend von den heute lebenden großen Menschenaffen, und er weiche zudem von allen Merkmalen anderer bislang beschriebener Fossiliengattungen ab. Das Gesicht sei sehr flach gewesen und wesentlich kürzer als bei den Gorillas. Das Gehirnvolumen des Typusexemplars könnte Broom zufolge rund 600 cm³ betragen haben.

## Merkmale
Das Gehirnvolumen ist mit ca. 500 cm3 etwa 100 cm3 größer als das der heutigen Schimpansen und Bonobos. Ihre Körpergröße ist nicht genau bekannt, da bislang keine vollständig erhaltenen Bein- oder Armknochen entdeckt wurden, die einen sicheren Rückschluss auf die Größe zuließen; Schätzungen belaufen sich auf maximal 1,50 m, was ungefähr der Größe aufrecht stehender rezenter Schimpansen entsprechen würde. Paranthropus lebte zur gleichen Zeit wie die frühesten Vertreter der Gattung Homo.
Die Arten der Gattung Paranthropus werden von einigen Paläoanthropologen als späte Arten der Gattung Australopithecus gedeutet und gelegentlich als „robuste Australopithecinen“ bezeichnet. Eines ihrer Merkmale gegenüber den „grazilen“ Australopithecus-Arten ist eine zunehmende anatomische Spezialisierung in Richtung hartfaserige Pflanzennahrung. Dies zeigt sich insbesondere in einem massiv ausgebildeten Unterkiefer mit großen Prämolaren und Molaren sowie einem Knochenkamm auf dem Schädeldach, der als Ansatz für eine stark ausgeprägte Kaumuskulatur diente. Eine 2011 publizierte Untersuchung kam zu dem Ergebnis, dass Paranthropus boisei mit etwa 77 ± 7 % mehr C4-Pflanzen in seinem Stoffwechsel umgesetzt hat als alle bisher untersuchten Homininen und demzufolge auf das Verzehren von Gräsern spezialisiert war. Für den Zeitpunkt des erstmaligen Auftretens von Paranthropus aethiopicus vor 2,8 Millionen Jahren wurde auch für mehrere andere Tierarten eine Veränderung ihrer Bezahnung (Verdickung des Zahnschmelzes) nachgewiesen, ferner Anhaltspunkte für häufigere Dürreperioden im Gebiet des heutigen südlichen Äthiopien. Möglicherweise entwickelte sich bei Paranthropus sowie bei Arten aus den Unterfamilien der Schlank- und Stummelaffen (Colobinae) und der Backentaschenaffen (Cercopithecinae) die Spezialisierung auf Gräser nicht parallel zur Veränderung der Bezahnung; vielmehr habe sich bei allen drei Gruppen der Trockennasenprimaten laut einer 2025 veröffentlichten Studie die Bezahnung zur gleichen Zeit, aber unabhängig voneinander, und mit einem gewissen Zeitverzug erst allmählich dem veränderten Verhalten bei der Nahrungssuche angepasst.
Computertomographische Analysen des Inneren von Schädelknochen ergaben, dass die inneren morphologischen Merkmale von Paranthropus robustus und Paranthropus boisei identisch sind und beide demnach eng verwandte Schwesterarten waren, deren Merkmale sich deutlich von Australopithecus africanus unterschieden. Paranthropus robustus und Paranthropus boisei sind demnach enger miteinander verwandt als mit Paranthropus aethiopicus.
Paranthropus ging vermutlich nicht ständig aufrecht, sondern bewegte sich zumindest zeitweise auf allen vieren fort. Aus einer vergleichenden Rekonstruktion der Masse zweier Oberarmmuskeln (Musculus brachialis und Musculus triceps brachii) und der Größe ihrer Ansatzstellen an der proximalen (oberen) Epiphyse der Elle ging 2024 hervor, dass Australopithecus und Paranthropus ähnliche Werte wie die Bonobos aufwiesen, während die fossile Art Homo ergaster bereits ähnliche Werte wie der anatomisch moderne Mensch besaß. Anpassungen an eine Fortbewegung in Bäumen wurden bei Homo nicht beobachtet.

## Arten

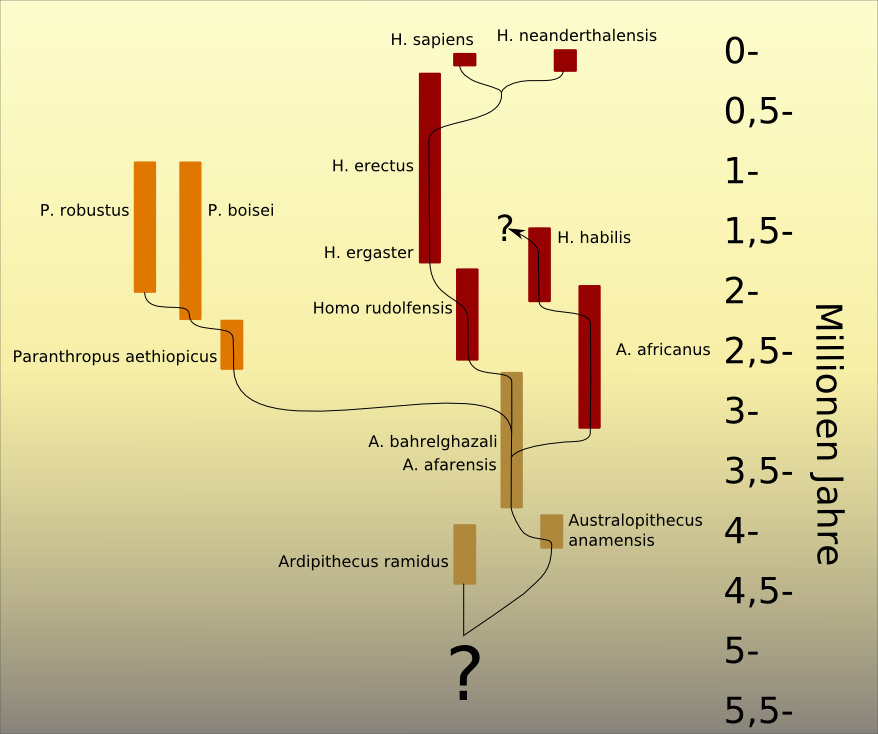
Hypothese zur Evolution der Australopithecinen, wie sie aufgrund der gegenwärtigen Fundlage beispielsweise von Friedemann Schrenk vertreten wird.

- Paranthropus aethiopicus lebte vor ca. 2,8 bis 2,3 Millionen Jahren in Ostafrika.
- Paranthropus boisei lebte vor ca. 2,3 bis 1,4 Millionen Jahren in Ostafrika.
- Paranthropus robustus lebte vor ca. 2,3 bis 1,6 Millionen Jahren in Südafrika.

2025 wurden die Befunde aus einer Röntgen-Mikrotomographie des Unterkiefers SK 15 publiziert, der bereits 1949 von John T. Robinson entdeckt worden und von ihm als Telanthropus capensis benannt worden war. 1975 war SK 15 in der Erstbeschreibung von Homo ergaster dieser neu benannten Art zugeordnet worden. 2025 berichtete dann aber eine Gruppe um den Paläoanthropologen Clément Zanolli eine taxonomische Neubestimmung des Unterkiefers und dessen Einordnung zur Gattung Paranthropus. Zugleich wurde vorgeschlagen, SK 15 „vorläufig“ (tentatively) einer vierten Art der Gattung namens Paranthopus capensis zuzuordnen, beschrieben als „eine grazilere Art von Paranthropus als die anderen drei derzeit anerkannten Arten dieser Gattung.“
Von wann bis wann eine fossile Art existierte, kann jedoch in aller Regel nur näherungsweise bestimmt werden. Zum einen ist der Fossilbericht lückenhaft: Es gibt meist nur sehr wenige Belegexemplare für eine fossile Art. Zum anderen weisen die Datierungsmethoden zwar ein bestimmtes Alter aus, dies jedoch mit einer erheblichen Ungenauigkeit; diese Ungenauigkeit bildet dann die äußeren Grenzen bei den „von … bis“-Angaben für Lebenszeiten. Alle publizierten Altersangaben sind daher vorläufige Datierungen, die zudem nach dem Fund weiterer Belegexemplare möglicherweise revidiert werden müssen.
Robert Broom hatte 1949 den ersten homininen Fund aus Swartkrans der von ihm neu eingeführten Art Paranthropus crassidens zugeordnet; die dort entdeckten Paranthropus-Fossilien werden heute jedoch mit denen vom Fundplatz Kromdraai als Paranthropus robustus interpretiert.
Möglicherweise gehört auch das Fossil BOU-VP-12/130 – das Typusexemplar von Australopithecus garhi – zum gleichen Formenkreis wie die zu Paranthropus aethiopicus gestellten Fossilien; hierauf weisen gemeinsame Merkmale der entdeckten Unterkiefer hin. Sollte dies der Fall sein, müssten die als Australopithecus garhi ausgewiesenen Fossilien umbenannt und als Paranthropus aethiopicus bezeichnet werden.
Von einigen Paläoanthropologen werden die Arten der Gattung Paranthropus der Gattung Australopithecus zugerechnet und dann folgerichtig als Australopithecus aethiopicus, Australopithecus boisei und Australopithecus robustus bezeichnet.
1954 war zudem – ohne Erfolg – vorgeschlagen worden, die nur in Asien beschriebene Art Meganthropus palaeojavanicus in Paranthropus palaeojavanicus umzubenennen.

## Möglicher Werkzeuggebrauch
In der archäologischen und paläontologischen Fundstätte Nyayanga (0° 23.909' S, 34° 27.115' E) am Victoriasee in Kenia wurden 2017 Steingeräte vom Oldowan-Typ sowie Abschläge entdeckt, deren Alter laut einer 2023 im Fachblatt Science publizierten Studie rund 2,9 Millionen Jahre beträgt. Zugleich wurden aus derselben Fundschicht Knochen von Flusspferden geborgen, die Schnittspuren aufweisen, sowie in unmittelbarer Nähe zu den Knochen zwei große Backenzähne, die Paranthropus zugeschrieben wurden. Ob Paranthropus die Steinwerkzeuge hergestellt oder nur genutzt hat, blieb ungeklärt.

## Belege
1. ↑  Robert Broom: The Pleistocene Anthropoid Apes of South Africa. In: Nature. Band 142, Nr. 3591, 1938, S. 377–379, doi:10.1038/142377a0, Volltext (PDF).
2. ↑  The Cambridge Encyclopedia of Human Evolution. Cambridge University Press, 1992, S. 236.
3. ↑  Thure E. Cerling et al.: Diet of Paranthropus boisei in the early Pleistocene of East Africa. In: PNAS. Band 108, Nr. 23, 2011, S. 9337–9341, doi:10.1073/pnas.1104627108.
4. ↑  Faysal Bibi et al.: Ecological change in the lower Omo Valley around 2.8 Ma. In: Biology Letters. Band 9, 2013, S. 20120890, doi:10.1098/rsbl.2012.0890.
5. ↑  Luke D. Fannin et al.: Behavior drives morphological change during human evolution. In: Science. Band 389, Nr. 6759, 2025, S. 488–493, doi:10.1126/science.ado235.
6. ↑  Brian A. Villmoare und William H. Kimbel: CT-based study of internal structure of the anterior pillar in extinct hominins and its implications for the phylogeny of robust Australopithecus. In: PNAS. Band 108, Nr. 39, 2011, S. 16200–16205, doi:10.1073/pnas.1105844108, Volltext (PDF; 509 kB)
7. ↑   Neus Ciurana et al.: Quantitative Analysis of the Brachialis and Triceps Brachii Insertion Sites on the Proximal Epiphysis of the Ulna in Modern Hominid Primates and Fossil Hominins. In: American Journal of Primatology. Online-Veröffentlichung vom 3. November 2024, doi:10.1002/ajp.23690.
8. ↑  Robert Broom und John T. Robinson: A new type of fossil man. In: Nature. Band 164, 1949, S. 322–323, doi:10.1038/164322a0.
9. ↑  Clément Zanolli et al.: Taxonomic revision of the SK 15 mandible based on bone and tooth structural organization. In: Journal of Human Evolution. Band 200, 2025, 103634, doi:10.1016/j.jhevol.2024.103634.
10. ↑  Robert Broom: Another new type of fossil ape-man. In: Nature. Band 163, 1949, S. 57, doi:10.1038/163057a0.
11. ↑  Bernard Wood, Nicholas Lonergan: The hominin fossil record: taxa, grades and clades. In: Journal of Anatomy. Band 212, Nr. 4, 2008, S. 359, doi:10.1111/j.1469-7580.2008.00871.x, Volltext (PDF; 285 kB) (Memento vom 29. Oktober 2013 im Internet Archive)
12. ↑  John T. Robinson: The genera and species of the Australopithecinae. In: American Journal of Physical Anthropology. Band 12, Nr. 2, 1954, S. 181–200 (hier: 196), doi:10.1002/ajpa.1330120216.
13. ↑  Thomas W. Plummer et al.: Expanded geographic distribution and dietary strategies of the earliest Oldowan hominins and Paranthropus. In: Science. Band 379, Nr. 6632, 2023, S.  561–566,  
 Did more than one ancient human relative use early stone tools? Auf: science.org vom 9. Februar 2023.
14. ↑  2.9-million-year-old butchery site reopens case of who made first stone tools. Auf: eurekalert.org vom 9. Februar 2023.